# Thomas Morgenstern

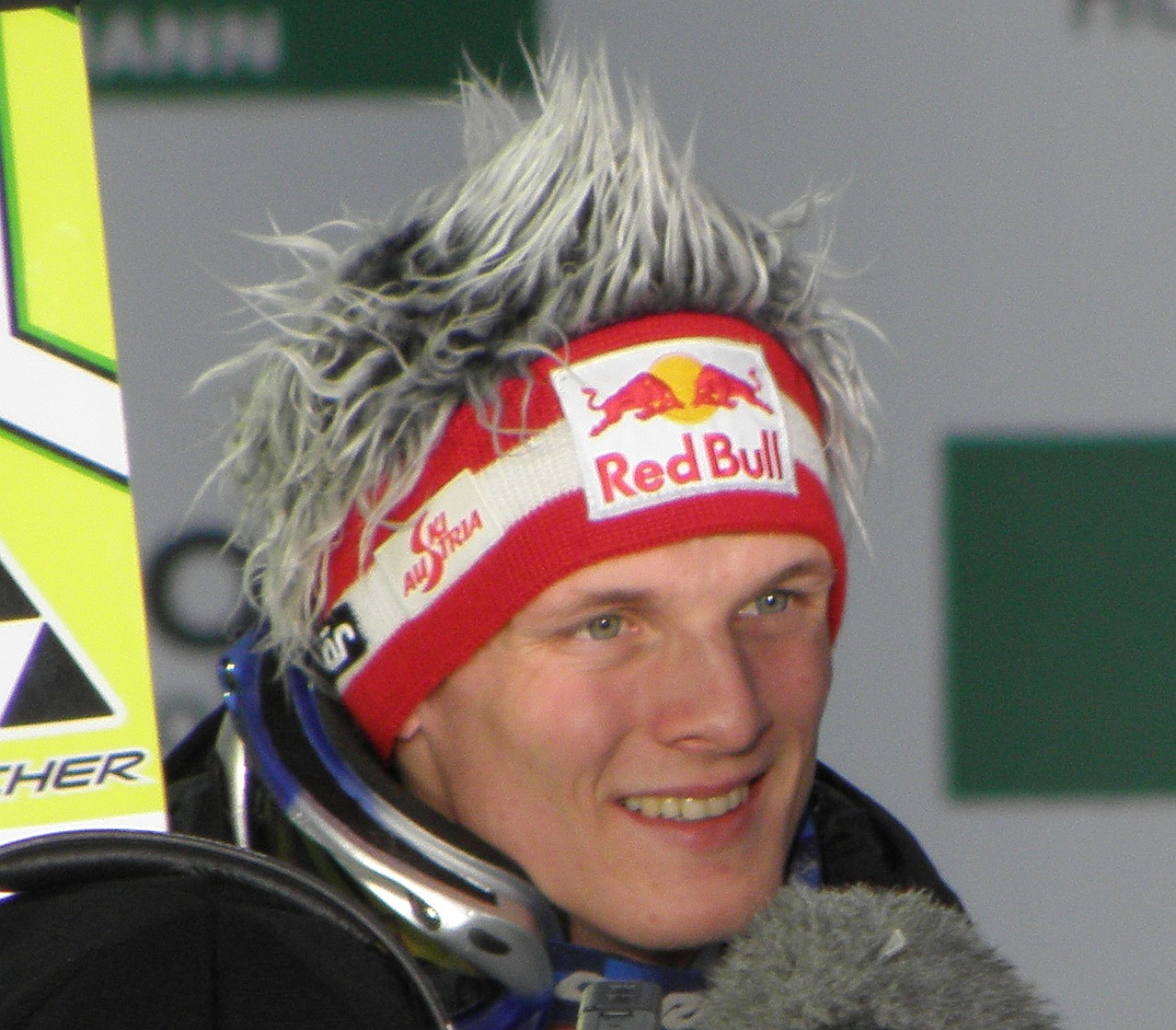
Morgenstern tijdens het wereldkampioenschap van 2011

Thomas Morgenstern (Spittal an der Drau, 30 oktober 1986) is een voormalige Oostenrijkse schansspringer. Het grootste succes haalde hij tijdens de Olympische Winterspelen 2006 in Turijn. Op de kleine schans kwam hij niet verder dan de 9e plaats, maar op de K120-schans won hij het goud, slechts één-tiende punt voor zijn landgenoot Andreas Kofler.
Morgenstern was een van de grootste natuurtalenten in de schansspringsport. Tijdens het Vierschansentoernooi van 2002/2003 brak hij definitief door in het internationale veld, door zich bij de topspringers te melden. Hij werd 9e in Oberstdorf, 25e in Garmisch-Partenkirchen, 9e in Innsbruck en 6e in Bischofshofen. Vijf dagen na het einde van het toernooi boekte hij zijn eerste wereldbekerzege in het Tsjechische Liberec.
In het seizoen 2003/2004 consolideerde hij zijn plek in de wereldtop. Tijdens het Vierschansentoernooi eindigde hij slechts drie plaatsen achter winnaar Sigurd Pettersen op de vierde plaats.
Morgenstern wist een bronzen medaille in de wacht te slepen tijdens het WK Skivliegen 2006 waar hij na twee dagen derde werd achter Roar Ljøkelsøy en Andreas Widhölzl.
In het seizoen 2007/2008 lukte Morgenstern de unieke prestatie om de eerste zes wedstrijden van het seizoen te winnen. Hij verbrak daarmee het record van de Fin Janne Ahonen uit het seizoen 2004/2005. Zijn indrukwekkende zegereeks kwam bij de tweede wedstrijd in Engelberg ten einde. De Zwitser Andreas Küttel en de Oostenrijker Gregor Schlierenzauer bleven hem voor.
Op 10 januari 2014 raakte Morgenstern zwaar gewond bij een val op de schans tijdens een training. Hij liep daarbij zwaar hoofdletsel op en een beschadigde long, maar verkeerde niet in levensgevaar.
Op 26 september 2014 maakte Morgenstern bekend dat hij een punt achter zijn carrière zet.

## Vierschansentoernooi 2006
Eind 2005 begint de Vierschansentoernooi slecht voor Morgenstern. Hij weet tijdens de eerste wedstrijd in Oberstdorf zichzelf niet tussen de beste 15 springers te scharen. Hiermee is een goede eindklassering vrijwel zeker meteen van de baan. Ook in de tweede wedstrijd in Garmisch-Partenkirchen lukt het hem niet om in de top-15 te springen, waarmee zijn toernooi naar de knoppen leek. Toch herpakte Morgenstern zich en stond hij na één sprong tijdens de wedstrijd in Innsbruck zelfs aan de leiding in het klassement. Hij hield zijn zenuwen echter niet goed genoeg onder bedwang en moest zowel Lars Bystøl, Jakub Janda als Bjørn Einar Romøren voor zich laten gaan, waardoor een vierde plaats het resultaat was. De laatste wedstrijd in Bischofshofen eindigde hij op de achtste plaats. In het algemeen klassement speelde hij geen enkele rol.

## Olympische Winterspelen 2006
Morgenstern stoomde zich na het Vierschansentoernooi klaar voor de Olympische Winterspelen die enkele weken later op het programma stonden in Turijn. Hij deed dit met succes, al kwam hij op de K-90 schans niet verder dan een negende plaats. Uiteindelijk zou hij de meest succesvolle schansspringer van deze Spelen worden door op de overige twee onderdelen het goud voor zich op te eisen. Samen met zijn landgenoot Andreas Kofler stond hij op het podium van de K-120 schans en eveneens samen met Kofler en zijn andere teamgenoten, Andreas Widhölzl en Martin Koch werd het goud in de landenwedstrijd behaald.

## Olympische resultaten
| jaar + plaats  | Individueel K-90 (of kleine schans) | Individueel K-120 (of grote schans) |
| -------------- | ----------------------------------- | ----------------------------------- |
| 2006 Turijn    | 9e                                  | Goud                                |
| 2010 Vancouver | 8e                                  | 5e                                  |

## Wereldkampioenschap
| jaar + plaats           | Individueele K-90 (of kleine schans) | Individueele K-120 (of grote schans) |
| ----------------------- | ------------------------------------ | ------------------------------------ |
| 2007 Sapporo (Japan)    | Brons                                | 5e                                   |
| 2009 Liberec (Tsjechië) | 8e                                   | 10e                                  |
| 2011 Oslo (Noorwegen)   | Goud                                 |                                      |

| Logo van de Olympische Spelen | Goud | Zilver | Brons | Logo van de Olympische Spelen |
|                               | 3    | 0      | 0     |                               |